# Wielka Łomnica
Wielka Łomnica (słow. Veľká Lomnica, do 1927 Lomnica, niem. Großlomnitz lub Großlomnica, węg. Kakaslomnic, do 1902 Nagy-Lomnicz) – wieś gminna (obec) w północnej Słowacji, w powiecie Kieżmark, 8 kilometrów na północny wschód od Popradu. W 2011 roku liczyła około 4,2 tys. mieszkańców.
Teren wsi był zasiedlony już w neolicie. Wzrost ludności nastąpił w XIII wieku, kiedy do słowiańskiej ludności dołączyli liczni koloniści niemieccy. Wtedy też, w 1257, miejscowość była po raz pierwszy wspomniana w źródłach jako Villa Lomnitza. Późniejsze nazwy wsi to w 1289 Lumpnitz, w 1310 Lomnicza, w 1326 Lompnicza, w 1353 Lompnitza, w 1361 Magna Lomnitz, a w 1417 Kakas-Lomnitz.
Głównym zajęciem mieszkańców były rolnictwo oraz hodowla bydła. Ta druga rozwijała się m.in. na rozległych łąkach (słow. Lomnické lúky), jakie wytworzyły się już w średniowieczu między zabudowaniami wsi a dolnym skrajem tatrzańskich lasów. Rozwijało się również rzemiosło, garbarstwo oraz handel kożuchami. W 1700 wieś liczyła 692 mieszkańców. Podczas spisu w 1787 Łomnica miała 163 domów, w których mieszkały 252 rodziny (w sumie 1306 osób).
W 1889 przez wieś poprowadzono kolej z Popradu do Kieżmarku, a w 1895 nitkę do Tatrzańskiej Łomnicy.
W czasie I wojny światowej zmobilizowano 161 mieszkańców wsi – 27 zginęło, 12 zostało inwalidami.
W 1930 spis powszechny wykazał 1461 mieszkańców w 261 domach, z tego 971 Niemców, 310 Słowaków i Czechów, 19 Węgrów, 93 Romów, 11 Żydów i 2 Rusinów.
We wrześniu 1939 łomnickie łąki służyły jako polowe lotnisko niemieckiej Luftwaffe. Osiemnaście maszyn myśliwskich, które tu stacjonowały do 21 września, latało jako osłona bombowców startujących z wojskowego lotniska w Spiskiej Nowej Wsi i atakujących cele od Krakowa po Przemyśl.
Liczna do II wojny światowej społeczność niemiecka uciekła przed frontem lub ją później wysiedlono (ostatnie transporty ruszyły w 1946). Ich miejsce zajęli przesiedleńcy z Horehronia, Liptowa i Zamagurza Spiskiego.
Znani mieszkańcy to m.in. Gergely Berzeviczy, ekonomista oraz miłośnik i propagator Tatr, a także przyrodnik Augustini ab Hortis Sámuel.
Najciekawsze zabytki wsi:
- romański kościół rzymskokatolicki z XIII wieku, przebudowany w stylu gotyckim w wieku XV,
- kościół ewangelicki z 1785,
- dwa późnobarokowe kasztele.